# Gran Premio de Argentina de Motociclismo de 1999
El Gran Premio de la República Argentina de 1999 fue la decimosexta y última prueba del Campeonato del Mundo de Motociclismo de 1999. Tuvo lugar en el fin de semana del 29 al 31 de octubre de 1999 en el Autódromo Oscar y Juan Gálvez, situado en la ciudad de Buenos Aires, Argentina. La carrera de 500cc fue ganada por Kenny Roberts Jr, seguido de Max Biaggi y Norick Abe. Olivier Jacque ganó la prueba de 250cc, por delante de Tohru Ukawa y Valentino Rossi. La carrera de 125cc fue ganada por Marco Melandri, Emilio Alzamora fue segundo y Roberto Locatelli tercero.

## Resultados 500cc
| Pos. | N.º | Piloto                   | Constructor | Vueltas | Tiempo    | Parrilla | Pts. |
| ---- | --- | ------------------------ | ----------- | ------- | --------- | -------- | ---- |
| 1    | 10  | Kenny Roberts Jr         | Suzuki      | 27      | 47:23.710 | 1        | 25   |
| 2    | 2   | Max Biaggi               | Yamaha      | 27      | +2.033    | 4        | 20   |
| 3    | 6   | Norick Abe               | Yamaha      | 27      | +2.631    | 6        | 16   |
| 4    | 4   | Carlos Checa             | Yamaha      | 27      | +4.340    | 7        | 13   |
| 5    | 3   | Àlex Crivillé            | Honda       | 27      | +4.451    | 3        | 11   |
| 6    | 15  | Sete Gibernau            | Honda       | 27      | +24.878   | 13       | 10   |
| 7    | 19  | John Kocinski            | Honda       | 27      | +25.338   | 11       | 9    |
| 8    | 5   | Alex Barros              | Honda       | 27      | +26.387   | 10       | 8    |
| 9    | 14  | Juan Bautista Borja      | Honda       | 27      | +31.868   | 9        | 7    |
| 10   | 17  | Jurgen van den Goorbergh | MuZ-Weber   | 27      | +37.536   | 5        | 6    |
| 11   | 31  | Tetsuya Harada           | Aprilia     | 27      | +38.553   | 16       | 5    |
| 12   | 55  | Régis Laconi             | Yamaha      | 27      | +47.953   | 19       | 4    |
| 13   | 24  | Garry McCoy              | Yamaha      | 27      | +48.083   | 18       | 3    |
| 14   | 68  | Mark Willis              | Modenas KR3 | 27      | +52.512   | 14       | 2    |
| 15   | 26  | Haruchika Aoki           | TSR-Honda   | 27      | +53.237   | 15       | 1    |
| 16   | 25  | José Luis Cardoso        | TSR-Honda   | 27      | +1:27.780 | 12       |      |
| 17   | 22  | Sébastien Gimbert        | Honda       | 27      | +1:27.951 | 21       |      |
| 18   | 20  | Mike Hale                | Modenas KR3 | 27      | +1:45.173 | 22       |      |
| 19   | 21  | Michael Rutter           | Honda       | 26      | +1 Vuelta | 23       |      |
| 20   | 37  | Steve Martin             | Honda       | 26      | +1 Vuelta | 24       |      |
| Ret  | 52  | David De Gea             | Modenas KR3 | 14      | Accidente | 20       |      |
| Ret  | 8   | Tadayuki Okada           | Honda       | 12      | Accidente | 2        |      |
| Ret  | 9   | Nobuatsu Aoki            | Suzuki      | 6       | Retirado  | 8        |      |
| DNS  | 35  | Anthony Gobert           | MuZ-Weber   |         |           | 17       |      |

- Pole Position: Kenny Roberts Jr, 1:44.354
- Vuelta Rápida: Kenny Roberts Jr, 1:44.781

## Resultados 250cc
| Pos. | N.º | Piloto            | Constructor | Vueltas | Tiempo    | Parrilla | Pts. |
| ---- | --- | ----------------- | ----------- | ------- | --------- | -------- | ---- |
| 1    | 19  | Olivier Jacque    | Yamaha      | 25      | 44:34.817 | 2        | 25   |
| 2    | 4   | Tohru Ukawa       | Honda       | 25      | +9.236    | 7        | 20   |
| 3    | 46  | Valentino Rossi   | Aprilia     | 25      | +17.573   | 1        | 16   |
| 4    | 12  | Sebastián Porto   | Yamaha      | 25      | +21.735   | 4        | 13   |
| 5    | 56  | Shinya Nakano     | Yamaha      | 25      | +26.791   | 9        | 11   |
| 6    | 7   | Stefano Perugini  | Honda       | 25      | +33.162   | 3        | 10   |
| 7    | 44  | Roberto Rolfo     | Aprilia     | 25      | +33.673   | 8        | 9    |
| 8    | 14  | Anthony West      | TSR-Honda   | 25      | +40.963   | 21       | 8    |
| 9    | 11  | Tomomi Manako     | Yamaha      | 25      | +44.523   | 6        | 7    |
| 10   | 66  | Alex Hofmann      | TSR-Honda   | 25      | +50.445   | 16       | 6    |
| 11   | 6   | Ralf Waldmann     | Aprilia     | 25      | +52.881   | 10       | 5    |
| 12   | 24  | Jason Vincent     | Honda       | 25      | +1:10.078 | 18       | 4    |
| 13   | 18  | Scott Smart       | Aprilia     | 25      | +1:10.268 | 19       | 3    |
| 14   | 10  | Fonsi Nieto       | Yamaha      | 25      | +1:10.481 | 17       | 2    |
| 15   | 36  | Masaki Tokudome   | TSR-Honda   | 25      | +1:11.156 | 13       | 1    |
| 16   | 41  | Jarno Janssen     | TSR-Honda   | 25      | +1:13.021 | 25       |      |
| 17   | 17  | Maurice Bolwerk   | TSR-Honda   | 25      | +1:13.279 | 22       |      |
| 18   | 16  | Johan Stigefelt   | Yamaha      | 25      | +1:19.235 | 20       |      |
| 19   | 95  | Leandro Mulet     | Honda       | 24      | +1 Vuelta | 29       |      |
| 20   | 98  | Leandro Giuggia   | Yamaha      | 24      | +1 Vuelta | 30       |      |
| Ret  | 1   | Loris Capirossi   | Honda       | 18      | Accidente | 12       |      |
| Ret  | 94  | Gabriel Borgmann  | Yamaha      | 10      | Accidente | 26       |      |
| Ret  | 15  | David García      | Yamaha      | 9       | Retirado  | 23       |      |
| Ret  | 23  | Julien Allemand   | TSR-Honda   | 7       | Retirado  | 15       |      |
| Ret  | 37  | Luca Boscoscuro   | TSR-Honda   | 6       | Retirado  | 14       |      |
| Ret  | 96  | Diego Pierluiggi  | Honda       | 6       | Accidente | 27       |      |
| Ret  | 21  | Franco Battaini   | Aprilia     | 2       | Accidente | 5        |      |
| Ret  | 58  | Matias Rios       | Aprilia     | 1       | Retirado  | 24       |      |
| Ret  | 32  | Markus Barth      | Yamaha      | 0       | Accidente | 28       |      |
| DNS  | 9   | Jeremy McWilliams | Aprilia     |         |           | 11       |      |
| DNQ  | 97  | Roger Buffa       | Yamaha      |         |           |          |      |

- Pole Position: Valentino Rossi, 1:45.844
- Vuelta Rápida: Olivier Jacque, 1:45.734

## Resultados 125cc
| Pos. | N.º | Piloto             | Constructor | Vueltas | Tiempo    | Parrilla | Pts. |
| ---- | --- | ------------------ | ----------- | ------- | --------- | -------- | ---- |
| 1    | 13  | Marco Melandri     | Honda       | 23      | 42:37.380 | 2        | 25   |
| 2    | 7   | Emilio Alzamora    | Honda       | 23      | +0.219    | 3        | 20   |
| 3    | 15  | Roberto Locatelli  | Aprilia     | 23      | +1.104    | 4        | 16   |
| 4    | 23  | Gino Borsoi        | Aprilia     | 23      | +7.437    | 6        | 13   |
| 5    | 32  | Mirko Giansanti    | Aprilia     | 23      | +26.706   | 17       | 11   |
| 6    | 16  | Simone Sanna       | Honda       | 23      | +31.421   | 14       | 10   |
| 7    | 8   | Gianluigi Scalvini | Aprilia     | 23      | +32.023   | 11       | 9    |
| 8    | 26  | Ivan Goi           | Honda       | 23      | +42.968   | 15       | 8    |
| 9    | 22  | Pablo Nieto        | Derbi       | 23      | +47.164   | 22       | 7    |
| 10   | 12  | Randy De Puniet    | Aprilia     | 23      | +49.693   | 19       | 6    |
| 11   | 11  | Max Sabbatani      | Honda       | 23      | +53.118   | 13       | 5    |
| 12   | 9   | Frédéric Petit     | Aprilia     | 23      | +53.329   | 21       | 4    |
| 13   | 24  | Robbin Harms       | Aprilia     | 23      | +57.343   | 24       | 3    |
| Ret  | 18  | Reinhard Stolz     | Honda       | 22      | Retirado  | 12       |      |
| Ret  | 54  | Manuel Poggiali    | Aprilia     | 20      | Accidente | 5        |      |
| Ret  | 6   | Noboru Ueda        | Honda       | 17      | Accidente | 7        |      |
| Ret  | 21  | Arnaud Vincent     | Aprilia     | 16      | Accidente | 18       |      |
| Ret  | 29  | Ángel Nieto Jr     | Honda       | 11      | Retirado  | 20       |      |
| Ret  | 17  | Steve Jenkner      | Aprilia     | 10      | Accidente | 16       |      |
| Ret  | 5   | Lucio Cecchinello  | Honda       | 7       | Accidente | 10       |      |
| Ret  | 10  | Jerónimo Vidal     | Aprilia     | 6       | Retirado  | 9        |      |
| Ret  | 1   | Kazuto Sakata      | Honda       | 3       | Retirado  | 23       |      |
| Ret  | 4   | Masao Azuma        | Honda       | 1       | Accidente | 1        |      |
| Ret  | 99  | Jason Paul Salvo   | Honda       | 0       | Accidente | 25       |      |
| DNS  | 41  | Youichi Ui         | Derbi       |         |           | 8        |      |
| DNQ  | 87  | Franco Lessio      | Yamaha      |         |           |          |      |

- Pole Position: Masao Azuma, 1:50.160
- Vuelta Rápida: Marco Melandri, 1:50.140